# John Elfström
Per Johan Hilding Elfström, känd som John Elfström, född 20 april 1902 i Ovansjö, Gästrikland, Gävleborgs län, död 27 mars 1981 i Skarpäng, Täby kommun, Stockholms län, var en svensk skådespelare.

## Biografi
John Elfström var äldst i en syskonskara på tre och son till Jöns Persson Elfström och hans hustru Ida Margareta, född Eklund. Han föddes i Ovansjö socken, men bara en månad senare flyttade föräldrarna till Aspås i Jämtland där han växte upp i vad som senare kom att kallas "Nuttetorpet" efter en figur, "Nutte från Aspås", som han spelade i ett antal avsnitt av Hylands hörna under 1966.
Som 15-åring rymde han hemifrån med Cirkus Adolfi, men hans far hämtade hem honom ganska omgående. Föräldrarna skilde sig 1917 och barnen flyttade med modern till Östersund.
Elfström kom till Stockholm i början av 1920-talet, studerade vid Elin Svenssons teaterskola, och fick kortare engagemang på Svenska teatern. 1927 reste han till Finland och gjorde skådespelarkarriär i Åbo och Vasa. Han återvände till Sverige varje sommar och uppträdde på Stockholms friluftsteatrar. 1940 flyttade han tillbaka till Sverige för gott.
John Elfström är evigt förknippad med Åsa-Nisse, och rollen som Åsa-Nisse gjorde honom folkkär. Han medverkade i nitton Åsa-Nisse-filmer, den första 1949 och den sista spelades in 1968. Elfström var inte enbart en komediaktör utan förekom även i allvarliga sammanhang. Ingmar Bergman lät honom spela den blinde arbetaren i Musik i mörker och i Arne Mattssons Hon dansade en sommar spelade han en obehaglig präst. Han spelade på Dramaten, Operan och på Stadsteatern Norrköping-Linköping, och under 1960-talet tillhörde han TV-ensemblen.
Elfströms gravvård återfinns på Norra kyrkogården i Täby kyrkby.

### Privatliv
John Elfström var 1933–1945 gift med barnboksförfattaren Ulla, född Björkman och senare omgift Ulla Österberg. Med sångerskan Mia Goldi (1919–1988) fick han dottern Jeanette Gardner 1953. Från 1970 var han gift med scriptan Inga-Lisa Britz (1929–2013).

## Filmografi (i urval)
- 1928 – Svarte Rudolf
- 1930 – Kronans kavaljerer
- 1933 – Hälsingar
- 1939 – Sjöcharmörer
- 1940 – Alle man på post
- 1941 – Gentlemannagangstern
- 1941 – Göranssons pojke
- 1942 – Himlaspelet
- 1943 – Hon trodde det var han
- 1943 – I mörkaste Småland
- 1943 – Aktören
- 1943 – Kajan går till sjöss
- 1943 – Ordet
- 1944 – Skogen är vår arvedel
- 1944 – Den osynliga muren
- 1944 – Prins Gustaf
- 1944 – Kejsarn av Portugallien
- 1944 – Skeppar Jansson
- 1945 – Pettersson & Bendels nya affärer

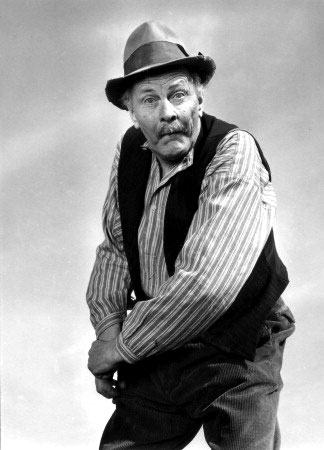
John Elfström som Åsa-Nisse.

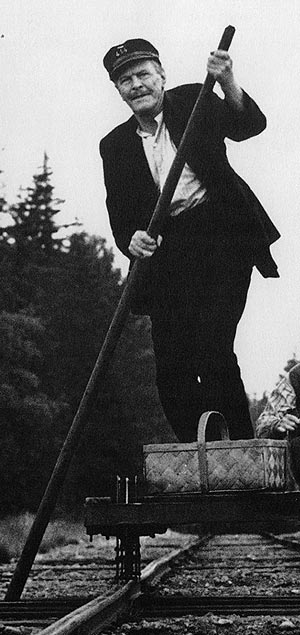
John Elfström i Gäst hos verkligheten. TV-teatern 1961.

- 1945 – Tre söner gick till flyget
- 1945 – Vandring med månen
- 1945 – Rosen på Tistelön
- 1945 – I Roslagens famn
- 1945 – Bröderna Östermans huskors
- 1945 – Fram för lilla Märta
- 1945 – I som här inträden
- 1946 – Peggy på vift
- 1946 – Kristin kommenderar
- 1946 – Bröllopet på Solö
- 1946 – Saltstänk och krutgubbar
- 1946 – Hotell Kåkbrinken
- 1947 – Den långa vägen
- 1947 – Livet i Finnskogarna
- 1947 – Rallare
- 1947 – Lata Lena och blåögda Per
- 1948 – Musik i mörker
- 1949 – Hur tokigt som helst
- 1949 – Sjösalavår
- 1949 – Havets son
- 1949 – Åsa-Nisse
- 1949 – Singoalla
- 1949 – Smeder på luffen
- 1950 – Åsa-Nisse på jaktstigen
- 1950 – När Bengt och Anders bytte hustrur
- 1950 – Kanske en gentleman
- 1951 – Livat på luckan
- 1951 – Hon dansade en sommar
- 1952 – När syrenerna blomma
- 1952 – Under svällande segel
- 1952 – Trots
- 1952 – Åsa-Nisse på nya äventyr
- 1953 – Åsa-Nisse på semester
- 1954 – Gud Fader och tattaren
- 1954 – Åsa-Nisse på hal is
- 1954 – Östermans testamente
- 1954 – En lektion i kärlek
- 1954 – Gula divisionen
- 1955 – Åsa-Nisse ordnar allt
- 1955 – Finnskogens folk
- 1956 – Åsa-Nisse flyger i luften
- 1956 – Den hårda leken
- 1957 – Åsa-Nisse i full fart
- 1958 – Åsa-Nisse i kronans kläder
- 1958 – Vi på Väddö
- 1959 – Åsa-Nisse jubilerar
- 1959 – Sköna Susanna och gubbarna
- 1960 – Åsa-Nisse som polis
- 1961 – Swedenhielms (TV-pjäs)
- 1961 – Åsa-Nisse bland grevar och baroner
- 1961 – Gäst hos verkligheten (TV-pjäs)
- 1962 – Åsa-Nisse på Mallorca
- 1963 – Här kommer Petter (TV-serie)
- 1963 – Åsa-Nisse och tjocka släkten
- 1964 – Åsa-Nisse i popform
- 1965 – Åsa-Nisse slår till
- 1966 – Dessa fantastiska smålänningar med sina finurliga maskiner
- 1966 – Åsa-Nisse i raketform
- 1967 – Gengångare
- 1967 – Åsa-Nisse i agentform
- 1968 – Sarons ros och gubbarna i Knohult
- 1968 – Söndagsaffären
- 1968 – Åsa-Nisse och den stora kalabaliken
- 1968 – Komedi i Hägerskog
- 1969 – Håll polisen utanför (TV-serie)
- 1970 – Kyrkoherden
- 1970 – Aristocats (röst åt Georges Hautecourt)
- 1971 – Lockfågeln

## Teater

### Roller

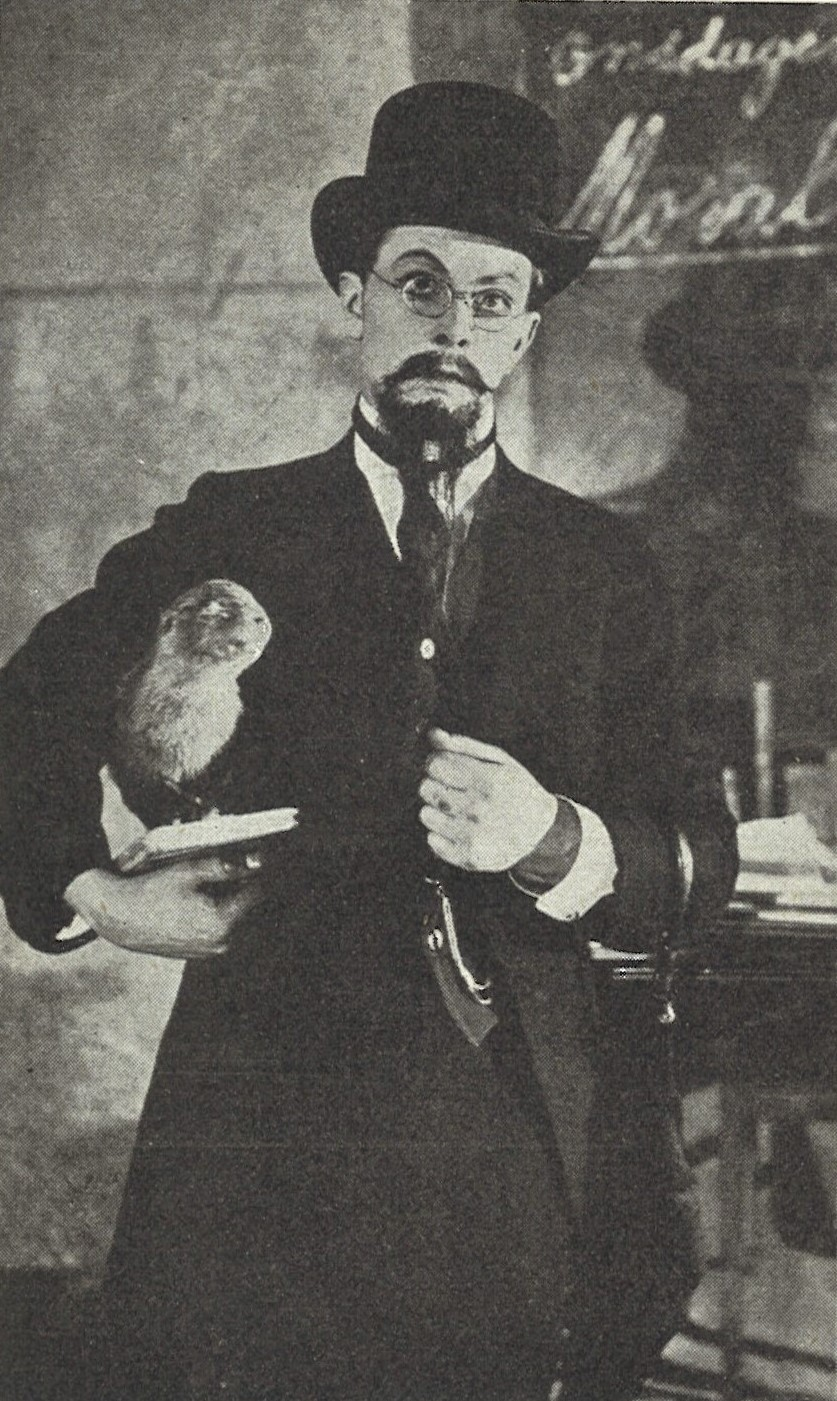
Elfström i titelrollen i Marcel Pagnols pjäs Topaze (1930).

| År   | Roll                                     | Produktion                                                                                               | Regi                         | Teater                                 |
| ---- | ---------------------------------------- | --- | ---------------------------- | -------------------------------------- |
| 1921 |                                          | Flickan från bakgatan Anders Asping                                                                      |                              | Nils Funkqvists sällskap               |
| 1921 |                                          | Hönsgården Manne Göthson                                                                                 |                              | Nils Funkqvists sällskap               |
| 1922 | Hin                                      | Hin och smålänningen Frans Hedberg                                                                       | Eugen Norrby                 | Sundbybergsteatern                     |
| 1923 | Blixten                                  | Miljonär för en dag Fredrik Lindholm                                                                     | Leopold Edin                 | Lilla Folkteatern                      |
| 1923 | Filip Palm, frisör                       | Kusin Teodor (Die Goldgrube) Carl Laufs och Wilhelm Jacoby                                               | John Norrman                 | Lilla Folkteatern                      |
| 1923 | Peter Mickelsen Rasmussen                | Som medlem av familjen Emil Gade                                                                         | John Norrman                 | Lilla Folkteatern                      |
| 1923 |                                          | Blidökungen George Sylwan                                                                                | John Norrman                 | Lilla Folkteatern                      |
| 1924 | Fattig-Olle                              | När Svält-Jerker skulle skaffa sig arvinge Kristoffer Klemens                                            | John Norrman                 | Lilla Folkteatern                      |
| 1925 |                                          | Madame Flirt X-tian                                                                                      | Harry Bergvall               | Lilla Folkteatern                      |
| 1925 | Gahm, detektiv                           | Röda Molly Franz Cornelius                                                                               | Eric Malmberg                | Lilla Folkteatern                      |
| 1926 | Dick Alfing                              | Ungkarlsflickan Eric Sundelius                                                                           | Eric Malmberg                | Lilla Folkteatern                      |
| 1926 | Sven Ett stadsbud                        | Flickan från varuhuset V. Malmstrup och Jens Waage                                                       | Eric Malmberg                | Lilla Folkteatern                      |
| 1926 | Adolf Pettersson                         | AB Udda varor Eric Sundelius                                                                             | John Norrman                 | Lilla Folkteatern                      |
| 1926 | Johansson                                | Potifars hustru Herman Iseborg                                                                           | John Norrman                 | Lilla Folkteatern                      |
| 1926 | Erker                                    | Per Olsson och hans käring Gustaf af Geijerstam                                                          | John Norrman                 | Lilla Folkteatern                      |
| 1926 | Blixten                                  | Miljonär för en dag Fredrik Lindholm                                                                     | John Norrman                 | Lilla Folkteatern                      |
| 1927 | Selenius, couédoktor                     | Doktorn på nr 18 Vilhelm Moberg                                                                          | John Norrman                 | Lilla Folkteatern                      |
| 1927 | Tomas Landgren                           | Klentrogne Thomas (Der ungläubige Thomas) Carl Laufs och Wilhelm Jacoby                                  | Elsa Norrman                 | Lilla Folkteatern                      |
| 1927 |                                          | Storkens vikarie (Baby Mine) Margaret Mayo                                                               | Hugo Bolander                | Lilla Folkteatern                      |
| 1927 |                                          | Kärlek i alla knutar Siegfried och Arthur Fischer                                                        | Carl Nilsson                 | Söders friluftsteater                  |
| 1927 | Makepeace Witter                         | Din nästas fästmö (Just Married) Adelaide Matthews och Anne Nichols                                      | Oscar Tengström              | Åbo Svenska Teater                     |
| 1927 | Per-Erik Ljusnar                         | Hälsingar Henning Ohlsson                                                                                | Rafael Stenius               | Åbo Svenska Teater                     |
| 1927 | Markisen av Forlipopoli                  | Värdshusvärdinnan (La locandiera) Carlo Goldoni                                                          | Oscar Tengström              | Åbo Svenska Teater                     |
| 1927 | Ptro                                     | Återförsäkring Ferdinand Qvist                                                                           | Oscar Tengström              | Åbo Svenska Teater                     |
| 1927 | Assessor Krag                            | Brännmärkt (Under værgeraadet) Christian Gjerløv                                                         | Oscar Tengström              | Åbo Svenska Teater                     |
| 1928 | Oswald                                   | 360 kvinnor (360 Frauen) Johannes Berliner                                                               | Rafael Stenius               | Åbo Svenska Teater                     |
| 1928 | Eusebius                                 | Littowska vapnet Hjalmar Procopé                                                                         | Oscar Tengström              | Åbo Svenska Teater                     |
| 1928 | David                                    | Vad varje kvinna vet (What Every Woman Knows) J. M. Barrie                                               | Oscar Tengström              | Åbo Svenska Teater                     |
| 1928 | En väktare                               | Antigone (Ἀντιγόνη, Antigone) Sofokles                                                                   | Oscar Tengström              | Åbo Svenska Teater                     |
| 1928 | En bredvidstående                        | Pygmalion George Bernard Shaw                                                                            | Rafael Stenius               | Åbo Svenska Teater                     |
| 1928 | Lakejen                                  | Komedin på slottet (Spiel im Schloss) Ferenc Molnár                                                      | Oscar Tengström              | Åbo Svenska Teater                     |
| 1928 | Hjalmar Ekdal                            | Vildanden Henrik Ibsen                                                                                   | Oscar Tengström              | Åbo Svenska Teater                     |
| 1928 | Tom                                      | Dollarprinsessan (Die Dollarprinzessin) Leo Fall, Alfred Maria Willner och Fritz Grünbaum                | Oscar Tengström              | Åbo Svenska Teater                     |
| 1928 | Hans Weiring                             | Älskog (Liebelei) Arthur Schnitzler                                                                      | Rafael Stenius               | Åbo Svenska Teater                     |
| 1928 | Wembury                                  | Mysteriet Milton (The Ringer) Edgar Wallace                                                              | Oscar Tengström              | Åbo Svenska Teater                     |
| 1928 | Pompinier                                | Mädi Robert Stolz, Alfred Grünwald och Leo Stein                                                         | Rafael Stenius               | Åbo Svenska Teater                     |
| 1928 | Kandidaten                               | Brudstugan En resande                                                                                    | Oscar Tengström              | Åbo Svenska Teater                     |
| 1928 |                                          | Kärlek i alla knutar Siegfried och Arthur Fischer                                                        | Carl Nilsson                 | Söders friluftsteater                  |
| 1928 |                                          | Din eller min Anders Boman                                                                               |                              | Söders friluftsteater                  |
| 1928 | Henry Masters                            | Bättre folk (The Best People) Avery Hopwood och David Gray                                               | Oscar Tengström              | Åbo Svenska Teater                     |
| 1928 | En detektiv                              | Sonja Herbert Grevenius                                                                                  | Oscar Tengström              | Åbo Svenska Teater                     |
| 1928 | van Hauten, försvarsadvokat              | Hokus pokus (Hokuspokus) Curt Goetz                                                                      | Oscar Tengström              | Åbo Svenska Teater                     |
| 1928 | Dr. Rodson                               | Livets gång (The Way Things Happen) Clemence Dane                                                        | Oscar Tengström              | Åbo Svenska Teater                     |
| 1928 | Zyprian, markis von Bellèvre             | Sprattelgubben (Der Hampelmann) Robert Stolz, Gustav Beer och Fritz Lunzer                               | Rafael Stenius               | Åbo Svenska Teater                     |
| 1929 | Biskopen                                 | Hennes lilla majestät Paul Lanzinger                                                                     | Per Hjern                    | Åbo Svenska Teater                     |
| 1929 | Magister Olaus                           | Gustav Vasa August Strindberg                                                                            | Oscar Tengström              | Åbo Svenska Teater                     |
| 1929 | Sonen                                    | Segern Einar Holmberg                                                                                    |                              | Åbo Svenska Teater                     |
| 1929 | Albert Letournel                         | Resan till Le Havre (Mademoiselle ma mère) Louis Verneuil                                                | Oscar Tengström              | Åbo Svenska Teater                     |
| 1929 | Richard Halton                           | Äktenskapsprovet (On Approval) Frederick Lonsdale                                                        | Oscar Tengström              | Åbo Svenska Teater                     |
| 1929 | Carl Jacob Du Rietz                      | Sveaborg Ture Janson                                                                                     | Oscar Tengström              | Åbo Svenska Teater                     |
| 1929 | John Pakyns, utgivare av National News   | Sista slöjan (The Ruby of the Black Prince) Gustav Beer                                                  | Oscar Tengström              | Åbo Svenska Teater                     |
| 1929 | Boscart, polischef                       | Katja (Katja, die Tänzerin) Jean Gilbert, Leopold Jacobson och Rudolph Österreicher                      | Rafael Stenius               | Åbo Svenska Teater                     |
| 1929 | Emanuel Striese, teaterdirektör          | Sabinskornas bortrövande (Der Raub des Sabinerinnen) Franz och Paul von Schönthan                        | Per Hjern                    | Åbo Svenska Teater                     |
| 1929 |                                          | Westerbergs pojke Gideon Wahlberg                                                                        |                              | Söders friluftsteater Mosebacketeatern |
| 1929 | Sir Ralph Witcombe                       | Mannen som bytte namn (The Man Who Changed His Name) Edgar Wallace                                       | Oscar Tengström              | Åbo Svenska Teater                     |
| 1929 | Judd, skötare                            | En provisorisk äkta man (Her Temporary Husband) Edward A. Paulton                                        | Oscar Tengström              | Åbo Svenska Teater                     |
| 1929 | Raleigh                                  | Männen vid fronten (Journey's End) Robert Cedric Sheriff                                                 | Oscar Tengström              | Åbo Svenska Teater                     |
| 1929 | Jimmy Norton, affärsman                  | Dubbelexponering (Double Exposure) Avery Hopwood                                                         | Rafael Stenius               | Åbo Svenska Teater                     |
| 1929 | Jakob Krokfinger                         | Tiggaroperan (Die Dreigroschenoper) Bertolt Brecht och Kurt Weill                                        | Oscar Tengström              | Åbo Svenska Teater                     |
| 1929 | Georg Hartwig, förvaltare                | Liselotte (Arme Ritter) Franz Arnold, Ernst Bach och Walter Kollo                                        | Oscar Tengström              | Åbo Svenska Teater                     |
| 1930 | Bernhard Kersal                          | Gör Constance rätt? (The Constant Wife) W. Somerset Maugham                                              | Rafael Stenius               | Åbo Svenska Teater                     |
| 1930 | Graziano                                 | Köpmannen i Venedig (The Merchant of Venice) William Shakespeare                                         | Oscar Tengström              | Åbo Svenska Teater                     |
| 1930 | Medverkande                              | Hej, kulturvagga, revy John Elfström                                                                     |                              | Åbo Svenska Teater                     |
| 1930 | Ivan Makarovitj Petusjkov, artist        | Det levande liket (Живой труп, Zivoj trup) Lev Tolstoj                                                   | Oscar Tengström              | Åbo Svenska Teater                     |
| 1930 | Albert Topaze                            | Topaze Marcel Pagnol                                                                                     | Gustaf Linden                | Åbo Svenska Teater                     |
| 1930 |                                          | Skeppar Ömans flammor Siegfried Fischer                                                                  |                              | Söders friluftsteater                  |
| 1930 | John Potter                              | Ungkarlspappan (The Bachelor Father) Edward Childs Carpenter                                             | Oscar Tengström              | Åbo Svenska Teater                     |
| 1930 |                                          | Flärd och flirt (These Pretty Things) Gertrude E. Jennings                                               | Oscar Tengström              | Åbo Svenska Teater                     |
| 1930 |                                          | § 193 (Storken) Thit Jensen                                                                              | Oscar Tengström              | Åbo Svenska Teater                     |
| 1930 |                                          | Napoleon ingriper (Napoleon greift ein) Walter Hasenclever                                               | Oscar Tengström              | Åbo Svenska Teater                     |
| 1930 |                                          | Sex Appeal (Aren’t We All?) Frederick Lonsdale                                                           | Rafael Stenius               | Åbo Svenska Teater                     |
| 1930 | Filosel, ägare till en skoaffär          | Min syster och jag (Meine Schwester und ich) Ralph Benatzky och Robert Blum                              | Oscar Tengström              | Åbo Svenska Teater                     |
| 1931 | Ernst Sandor, advokat                    | Fyra herrar i frack László Lakatos                                                                       | Oscar Tengström              | Åbo Svenska Teater                     |
| 1931 |                                          | Mors rival (La Malquerida) Jacinto Benavente                                                             | Oscar Tengström              | Åbo Svenska Teater                     |
| 1931 |                                          | Spöktåget (The Ghost Train) Arnold Ridley                                                                | Leo Golowin                  | Åbo Svenska Teater                     |
| 1931 |                                          | Marius Marcel Pagnol                                                                                     | Oscar Tengström              | Åbo Svenska Teater                     |
| 1931 | Jean                                     | En liten komedi (Kleine Komödie) Siegfried Geyer                                                         | Per Hjern                    | Åbo Svenska Teater                     |
| 1931 |                                          | Diktatorn (Le Dictateur) Jules Romains                                                                   | Konni Wetzer                 | Åbo Svenska Teater                     |
| 1931 |                                          | En Söderpojke Sigge Fischer                                                                              | Siegfried Fischer            | Söders friluftsteater                  |
| 1931 | Matros Ogg                               | Amiralen kommer (The Middle Watch) Ian Hay och Stephen King-Hall                                         | Oscar Tengström              | Åbo Svenska Teater                     |
| 1931 | Pastor William Duke                      | Till främmande hamn (Outward Bound) Sutton Vane                                                          | Oscar Tengström              | Åbo Svenska Teater                     |
| 1931 | Tschang                                  | Leendets land (Das Land des Lächelns) Franz Lehár, Ludwig Herzer och Fritz Löhner-Beda                   | Rafael Stenius               | Åbo Svenska Teater                     |
| 1931 | Mr Simmons                               | 18 år (Young Woodley) John Van Druten                                                                    | Leo Golowin                  | Åbo Svenska Teater                     |
| 1931 | Dr Glück                                 | Reservoarpennan (Töltőtoll) Ladislaus Fodor                                                              | Oscar Tengström              | Åbo Svenska Teater                     |
| 1931 | Hovkamrern, även kallad "Gubben"         | Aftonstjärnan Hjalmar Söderberg                                                                          | Leo Golowin                  | Åbo Svenska Teater                     |
| 1931 | Lazarre, utmätningsman                   | En herre i frack (The Man in Dress Clothes) Seymour Hicks                                                | Oscar Tengström              | Åbo Svenska Teater                     |
| 1931 | Reissnagel, byråchef                     | Konto X (Das Konto X) Rudolf Bernauer och Rudolf Österreicher                                            | Leo Golowin                  | Åbo Svenska Teater                     |
| 1932 | Nils Jonsson, kallad Löpar-Nisse         | Värmlänningarna Fredrik August Dahlgren och Andreas Randel                                               |                              | Åbo Svenska Teater                     |
| 1932 | Augustus Merrick                         | The Vinegar Tree Paul Osborn                                                                             | Rafael Stenius               | Åbo Svenska Teater                     |
| 1932 | Pimprinette, chef för claquen            | Bajadären (Die Bajadere) Emmerich Kálmán, Julius Brammer och Alfred Grünwald                             | Rafael Stenius               | Åbo Svenska Teater                     |
| 1932 | Gregory, skeppsmäklare                   | Mr Wu Harry M. Vernon och Harald Owen                                                                    | Oscar Tengström              | Åbo Svenska Teater                     |
| 1932 | Francois Pisquatschee, executionsbetjänt | Violen från Montmartre (Das Veilchen vom Montmartre) Emmerich Kálmán, Julius Brammer och Alfred Grünwald | Rafael Stenius               | Åbo Svenska Teater                     |
| 1932 |                                          | Skojar-Hampus på Stornäs Siegfried Fischer                                                               |                              | Söders friluftsteater                  |
| 1933 |                                          | Vackra Sissi, eller Kärlek u.p.a. Gideon Wahlberg                                                        | Gideon Wahlberg              | Tantolundens friluftsteater            |
| 1934 |                                          | Svenska John går i land Olof Sörby                                                                       | Elis Ellis                   | Klippans sommarteater                  |
| 1935 | 42:an Andersson, korpral i flottan       | Hur ska' de' gå för Pettersson? Sigge Fischer                                                            |                              | Söders friluftsteater                  |
| 1936 | Johnny Boy, skeppskock                   | Tro, hopp och kärlek Arthur Fischer                                                                      | Arthur Fischer               | Klippans sommarteater                  |
| 1936 | David Bliss                              | Weekend (Hay Fever) Noël Coward                                                                          | Rafael Stenius               | Vasa Teater                            |
| 1936 | Johnny Boy, skeppskock                   | Tro, hopp och kärlek Arthur Fischer                                                                      | John Elfström                | Vasa Teater                            |
| 1936 | Sir William Easton                       | Den krokiga kniven (The Crooked Billet) Dion Titheradge                                                  | Rafael Stenius               | Vasa Teater                            |
| 1936 | Josef Kuhbrot                            | Kusinen från Batavia (Der Vetter aus Dingsda) Eduard Künneke, Herman Haller och Fritz Oliven             | Rafael Stenius               | Vasa Teater                            |
| 1936 | Viktor, sjöman                           | En fattig upplevelse Nanny Westerlund                                                                    | Nanny Westerlund             | Vasa Teater                            |
| 1936 | Joel Barton                              | Oljerus (The Easy Mark) Jack Larric                                                                      | Rafael Stenius               | Vasa Teater                            |
| 1937 |                                          | 2745! – Upptaget, revy John Elfström                                                                     | John Elfström                | Vasa Teater                            |
| 1937 | Burgess                                  | Candida George Bernard Shaw                                                                              | Rafael Stenius               | Vasa Teater                            |
| 1937 |                                          | Melodin som kom bort (Melodien, der blev væk) Kjeld Abell                                                | John Elfström                | Vasa Teater                            |
| 1937 | Dr. Diafoirus                            | Den inbillningssjuke (Le Malade imaginaire) Molière                                                      | Rafael Stenius               | Vasa Teater                            |
| 1937 | Översten                                 | Flickorna Gyorkovics (A Gyurkovics-lányok) Ferenc Herczeg                                                | Rafael Stenius               | Vasa Teater                            |
| 1937 |                                          | Turisten N:o 6 Arthur Fischer                                                                            |                              | Klippans sommarteater                  |
| 1937 | Morbror George                           | Bättre folk (The Best People) Avery Hopwood och David Gray                                               | Rafael Stenius               | Vasa Teater                            |
| 1937 | Harry Kapel, fredsdomare                 | En dörr går upp (Someone at the Door) Dorothy Christie och Campbell Christie                             | John Elfström                | Vasa Teater                            |
| 1937 | Christian Tschöll                        | Jungfruburen (Das Dreimäderlhaus) Franz Schubert, Alfred Maria Willner och Heinz Reichert                | Rafael Stenius               | Vasa Teater                            |
| 1937 | Kommissarien                             | Kanske en diktare Ragnar Josephson                                                                       | Rafael Stenius               | Vasa Teater                            |
| 1937 |                                          | Sprattelgubben (Der Hampelmann) Robert Stolz, Gustav Beer och Fritz Lunzer                               | Rafael Stenius               | Vasa Teater                            |
| 1938 |                                          | Alltid redo, revy John Elfström                                                                          | John Elfström                | Vasa Teater                            |
| 1938 | Strömberg                                | Sympatiska Simon Fridolf Rhudin och Henning Ohlsson                                                      | John Elfström                | Vasa Teater                            |
| 1938 | Arvid Stålarm                            | Daniel Hjort Josef Julius Wecksell                                                                       | Rafael Stenius               | Vasa Teater                            |
| 1938 |                                          | Revolution i kåksta'n Ernst Berge                                                                        | Sigge Fürst                  | Vanadislundens teater                  |
| 1938 |                                          | Natt över havet Harry Blomberg                                                                           | Leo Golowin                  | Åbo Svenska Teater                     |
| 1938 | Djävulen                                 | Kyskhet Vilhelm Moberg                                                                                   | Leo Golowin                  | Åbo Svenska Teater                     |
| 1939 |                                          | Kung Pettersson Ernst Berge                                                                              | Ernst Berge                  | Vanadislundens teater                  |
| 1940 |                                          | De tre malajerna Gideon Wahlberg                                                                         |                              | Tantolundens friluftsteater            |
| 1942 |                                          | Skälmar i Skeppargränd Sigge Fischer                                                                     | Sigge Fischer                | Klippans sommarteater                  |
| 1942 |                                          | Svart granit Sekel Nordenstrand                                                                          | Manne Grünberger             | Folkan                                 |
| 1943 |                                          | Fattiga friare Gideon Wahlberg                                                                           | Gideon Wahlberg              | Tantolundens friluftsteater            |
| 1944 |                                          | Vår väg mot framtiden Rudolf Värnlund                                                                    | Ingrid Luterkort             | Dramatikerstudion                      |
| 1944 |                                          | Annie från Amörrika Sigge Fischer, Ch. Henry och Einar Molin                                             | Sigge Fischer                | Tantolundens friluftsteater            |
| 1945 | Medverkande                              | Galopperande hickan, revy Stig Bergendorff och Gösta Bernhard                                            | Gösta Terserus               | Casinoteatern                          |
| 1947 | Medverkande                              | Kar de Mummas sällskapsresa, revy Kar de Mumma                                                           | Hjördis Petterson            | Blancheteatern                         |
| 1947 | Karl Engelstrand                         | Den heliga familjen Rudolf Värnlund                                                                      | Gunnar Skoglund              | Norrköping-Linköping stadsteater       |
| 1948 | Måns Knekt                               | Erik XIV August Strindberg                                                                               | Johan Falck                  | Norrköping-Linköping stadsteater       |
| 1948 | Överkonstapel Winchell                   | Släktmötet (The Family Reunion) T S Eliot                                                                | Alf Sjöberg                  | Dramaten                               |
| 1958 | Medverkande                              | Spetsbyxor, vaudeville P.A. Henriksson                                                                   | Nils Poppe                   | Idéonteatern                           |
| 1958 | John av Gaunt                            | Richard II (The Life and Death of King Richard the Second) William Shakespeare                           | Olof Widgren John Zacharias  | Norrköping-Linköping stadsteater       |
| 1959 | Allmänna meningen                        | Orfeus Nilsson, revy Gösta Bernhard och Stig Bergendorff                                                 | Gösta Bernhard Olof Thunberg | Blancheteatern                         |
| 1960 | Förste dödgrävaren                       | Hamlet William Shakespeare                                                                               | Alf Sjöberg                  | Dramaten                               |
| 1964 | Lans                                     | Två herrar från Verona (The Two Gentlemen of Verona) William Shakespeare                                 | Kurt-Olof Sundström          | Folkteatern, Göteborg                  |
| 1967 | En dödgrävare                            | Hamlet William Shakespeare                                                                               | Frank Sundström              | Stockholms stadsteater                 |
| 1969 | Sjamrajev, förvaltare                    | Måsen (Чайка, Tjajka) Anton Tjechov                                                                      | Otomar Krejča                | Stockholms stadsteater                 |

### Regi (ej komplett)
| År   | Produktion                                  | Upphovsmän                                                               | Teater      |
| ---- | ------------------------------------------- | ------------------------------------------------------------------------ | ----------- |
| 1935 | God dag – och adjö Goodbye again            | George Haight och Allan Scott Översättning Nalle Halldén och S.S. Wilson | Vasa Teater |
| 1936 | Tro, hopp och kärlek                        | Arthur Fischer                                                           | Vasa Teater |
| 1937 | 2745! – Upptaget, revy                      | John Elfström                                                            | Vasa Teater |
| 1937 | Melodin som kom bort Melodien, der blev væk | Kjeld Abell                                                              | Vasa Teater |
| 1937 | En dörr går upp Someone at the Door         | Dorothy Christie och Campbell Christie Översättning Dagny Stenius        | Vasa Teater |
| 1938 | Alltid redo, revy                           | John Elfström                                                            | Vasa Teater |
| 1938 | Sympatiska Simon                            | Fridolf Rhudin och Henning Ohlsson                                       | Vasa Teater |

## Radioteater

### Roller
| År   | Roll              | Produktion                                 | Regi            |
| ---- | ----------------- | ------------------------------------------ | --------------- |
| 1948 | En bonde          | Antonius och Kleopatra William Shakespeare | Alf Sjöberg     |
| 1954 | En bonde          | Pojken med kärran Christopher Fry          | Palle Brunius   |
| 1960 | Nikofor           | Han som sålde sin fru David Tutaev         | Staffan Aspelin |
| 1960 | Petter, en granne | Jons födelsedag Inge Johansson             | Helge Hagerman  |

## Diskografi
- 1952 – Tjo, faderullan i Knaperum (Ur filmen: "Åsa-Nisse på nya äventyr") / Mia Goldis ork.
- 1952 – I långrock och kortbyx (Ur filmen: "Åsa-Nisse på nya äventyr") / Mia Goldis ork.